# Пух Річардсон
Джером «Пух» Річардсон (англ. Jerome "Pooh" Richardson; нар. 14 травня 1966, Філадельфія, США) — американський професіональний баскетболіст, що грав на позиції розігруючого захисника за декілька команд НБА.

## Ігрова кар'єра
На університетському рівні грав за команду УКЛА (1985—1989).
1989 року був обраний у першому раунді драфту НБА під загальним 10-м номером командою «Міннесота Тімбервулвз». Став першим вибором на драфті для новоствореної франшизи. Захищав кольори команди з Міннесоти протягом наступних 3 сезонів.
З 1992 по 1994 рік грав у складі «Індіана Пейсерз», куди разом з Семом Мітчеллом був обміняний на Чака Персона та Майкла Вільямса.
1994 року разом з Маліком Сілі та Еріком П'ятковскі перейшов до «Лос-Анджелес Кліпперс» в обмін на Марка Джексона та Грега Майнора. У складі команди з Лос-Анджелеса провів наступні 5 сезонів своєї кар'єри.
Останньою ж командою в кар'єрі гравця стала «Адекко Мілан» з Італії, до складу якої він приєднався 1999 року і за яку відіграв один сезон.